# Arthur Arent
Arthur Arent foi um dramaturgo do século XX, nasceu a 29 de Setembro de 1904, e faleceu a 18 de Maio de 1972 em Nova Jérsia. Entre as suas obras dramatúrgicas, destacou-se pela escrita de “Triple-A Plowed Under”, uma espécie de jornal incluído numa peça teatral que era realizado de modo a informar a população dos Estados Unidos da América do que se passava no mundo, visto que nesta época a maior parte dela era analfabeta.

## Biografia
Arthur Arent nasceu a 29 de setembro de 1904 nos EUA, mais concretamente em Nova Jérsia e faleceu a 18 de maio de 1972. Estudou dramaturgia e artes performativas em Nova Iorque em 1923. Entre 1937 e 1938, foi nomeado como sendo um escritor criativo na secção dramática, enquanto expandia a técnica de produção do “Jornal Vivo” (Living Newspaper). Arent foi fundador de um projeto que apelidou de “Federal Theatre Project” (FTP) entre 1935 e 1937. Este projeto que apoiava diretamente vários âmbitos do teatro, integrava o New Deal, criado dois anos antes, que visou promover a economia do país injetando dinheiro em vários setores após a Grande Depressão Americana.
Foi graças ao FTP que escreveu a obra “Triple A – Plowed Under”, produzido seguindo o modelo do espetáculo "Ethiopia", um “Living Newspaper” produzido anteriormente pelo “Federal Theatre”

## Obras
Arthur Arent produziu 59 trabalhos próprios ao longo da sua carreira e trabalhou em 114 publicações,  entre peças teatrais e adaptações para rádio e televisão, além de dramas e ficções. Diversas peças foram produzidas para o “Federal Project”, além da Triple-A Plowed Under de 1939, que foi dramatizada em conjunto com outros 14 dramaturgos, como Ethiopia em 1935; Power em 1937 e One Third of a Nation em 1938.
Arent, juntamente com Marc Blitzstein, Emanuel Eisenberg, Charles Friedman e David Gregory, foi autor da revista “Pins and Needles”, um grande sucesso, apresentada pela International Ladies Garment Workers em 1937.
Escreveu para a Warner Brothers em 1941 e em 1942 entrou no Office of War Information.
Arthur Arent escreveu e adaptou obras para a rádio e televisão, incluindo “Cavalcade of America”, na National Broadcasting Company e no teatro Guild on the Air, para o qual adaptou por volta de 100 peças da Broadway.
Em 1950, escreveu para “Hallmark Hall of Fame no N.B.C. As suas autorias mais recentes foram os romances de intriga, “Funeral do Coveiro” e “A imposição das mãos”.
- Roteiros de Arthur Arent

Os Roteiros de Arthur Arent, ou “Arthur Arent scripts”, foram escritos e adaptados pelo dramaturgo, entre 1943 e 1956, para a rádio e a televisão.
A maioria da coleção é composta por roteiros de rádio para o “The Theatre Guild on the Air” apresentado pela United States Steel Corporation e a “The Cavalcade of America” apresentada pela Du Pont Company. Também contém um roteiro para o programa de rádio da Universidade da Columbia, titulado “Sócrates”, além de diversas versões dos mesmos roteiros, incluindo “The Philadelphia Story" e "Strange Interlude”.
A coleção tem ao todo três escritos para a televisão, são esses: “The Man in Possession" e "The Seventh Veil" do “The United States Steel Hour”, e "Reflected Glory" do “The General Electric Theater”.

## Identidades Relacionadas
Há diversos nomes relacionados com Arthur Arent, seja com o seu trabalho na área dos “The Living Newspapers”, seja noutras áreas da sua carreira. São esses:
- Federal Theatre Project (U.S.)
- First New Deal
- Rome, Harold 1908-1993
- Blitzstein, Marc
- Friedman, Charles
- Eisenberg, Emanuel
- Jun, Rose Marie
- Rohan, Pierre de
- Freeman, Stan
- e Carroll, Jack